# 穆爾斯敦 (印第安納州)
穆爾斯敦（英語：Moorestown）是位於美國印地安納州勞倫斯縣的一個非建制地區。該地的面積和人口皆未知。